# Transwersja

Porównanie transwersji (czerwone) i tranzycji (niebieskie)

Transwersja – punktowa mutacja genowa, zmiana chemiczna w obrębie nici DNA, w której zasada purynowa ulega zamianie na pirymidynową lub odwrotnie. W zależności od lokalizacji w kodonie, mutacja taka może nie spowodować żadnej zmiany w białku (np. UCA → UCU, oba to kodony seryny), zmianę kodowanego aminokwasu (np. UCA → ACA zmienia serynę na treoninę) lub skrócenie łańcucha aminokwasowego w wyniku powstania kodonu stop (np. UCA → UAA, kodon ochre).